# هواپیمایی سهند ایر
هواپیمایی سهند  یک شرکت حمل و نقل هوایی داخل در ایران است که در اسفند ۱۳۸۸ تاسیس گردید

## ناوگان
| نوع هواپیما | تعداد | تعداد صندلی | توضیحات                            |
| ----------- | ----- | ----------- | ---------------------------------- |
| ام‌دی ۸۳     | ۱     | ۱۶۵/۱۶۷/۱۷۰ | اجاره داده شده به هواپیمایی چابهار |
| ام‌دی ۸۲     | ۱     | ۱۶۵/۱۶۷/۱۷۰ | زمینگیر                            |
| مجموع       | ۲     |             |                                    |

## حوادث
روزنامه خراسان در اردیبهشت ۱۳۹۰ از انفجار موتور یک بوئینگ متعلق به این شرکت خبر داد که بدون تلفات جانی موفق به فرود اضطراری شد.پس از آن در سال ۱۳۹۶ مهندس اشکان احمدی مدیرعامل و قائم مقام رئیس هیات مدیره شرکت شد و موفق شد دو فروند از هواپیماهای این شرکت را فعال کند. 

## منبع ها
1. ↑  «هواپیمایی سهند». اکوایران.[پیوند مرده]
2. ↑  «انفجار موتور یک هواپیما در آسمان». آینده نیوز به نقل از خراسان. ۲۸ اردیبهشت ۱۳۹۰.